# زیار (اصفهان)
زیار شهری از توابع بخش مرکزی در شهرستان اصفهان در استان اصفهان ایران است. این شهر در  ۹ بهمن ۱۳۹۱؛ به شهر تبدیل و به عنوان شهر زیار شناخته شد . فاصله اصفهان تا شهر زیار  ۳۴ کیلومتر است.اکثر مردم این شهر به شغل کشاورزی مشغول می باشند.
از مهم‌ترین آثار تاریخی این شهر می‌توان به مناره زیار و بند مروان و قلعه اربابی و مسجد جامع امام حسین  اشاره نمود.